# 데구속
데구속(Octodon)은 데구과에 속하는 설치류 속이다. 남아메리카 토착종으로 4종을 포함하고 있다. 가장 많이 알려진 종은 데구(O. degus)이다. 2종의 데구는 야행성 동물이다.

## 하위 종
- 브리지스데구 (O. bridgesi) - 아르헨티나와 칠레에서 발견.
- 데구 또는 커먼데구 (O. degus) - 칠레 중부에서 발견.
- 초승달데구 (O. lunatus) - 칠레 중부에서 발견되는 야행성 동물.
- 태평양데구 또는 모카섬데구 (O. pacificus) - 최근에 발견된 칠레 모카 섬에서만 서식하는 종.